# Yang Yilin
Yang Yilin (Cantón (China), 1992) es una gimnasta artística china, campeona olímpica en 2008 en el concurso por equipos, y subcampeona del mundo en 2007 en el mismo concurso.

## Carrera deportiva
En el Mundial celebrado en Stuttgart en 2007 ayudó a sus compañeras a conseguir la medalla de plata —quedando solo tras las estadounidenses—; las otras cinco componentes del equipo eran: Cheng Fei, Jiang Yuyuan, Li Shanshan, Xiao Sha y He Ning. Asimismo ganó la medalla de bronce en el ejercicio de barras asimétricas, posicionándose tras la rusa Ksenia Semenova y la estadounidense Nastia Liukin.
En los JJ. OO. celebrados en Pekín en 2008 gana la medalla de oro en el concurso por equipos —quedando por delante de EE. UU. (plata) y Rumania (bronce)—, la medalla de bronce en el concurso general individual —tras las estadounidenses Nastia Liukin y Shawn Johnson— y también el bronce en asimétricas, tras su compatriota He Kexin y Nastia Liukin.
En el Mundial celebrado en Róterdam en 2010 consigue la medalla de bronce en el concurso por equipos, quedando tras Rusia y Estados Unidos.